# Soromuta
Soromuta är en ort i Mexiko.   Den ligger i kommunen Quitupan och delstaten Jalisco, i den centrala delen av landet, 400 km väster om huvudstaden Mexico City. Soromuta ligger 2 166 meter över havet och antalet invånare är 144.
Terrängen runt Soromuta är lite bergig. Runt Soromuta är det ganska glesbefolkat, med 26 invånare per kvadratkilometer. Närmaste större samhälle är Valle de Juárez, 13,9 km norr om Soromuta. I omgivningarna runt Soromuta växer i huvudsak blandskog.